# Christophe Josse
Pour les articles homonymes, voir Josse.
Ne pas confondre avec Christophe Josse (en), couturier français.
Christophe Josse, né le 12 novembre 1968 à Paris, est un journaliste sportif français. Depuis 2012, il est commentateur sportif sur beIN Sports. 

## Carrière

### Formation et débuts
Christophe Josse étudie au sein de la filière journalisme de l'IUT Bordeaux Montaigne (actuellement Institut de journalisme Bordeaux Aquitaine).
Il commence sa carrière de journaliste à la radio sur France Inter, en tant que correspondant à Saint-Étienne, et commente les matchs de l'AS Saint-Étienne.

### Premiers pas à la télévision
Il fait ensuite ses débuts à la télévision sur Eurosport puis rejoint Canal+.
Il quitte Canal+ pour France Télévisions en 2000 pour commenter le ski alpin et les matchs de football (Euro 2000 et 2004, Coupe de la Ligue, finale de la Coupe UEFA). Il commente notamment le Tour de France 2004 en compagnie de Bernard Thévenet. De 2001 à 2004, il présente l'émission Foot 3 en compagnie de Valérie Perez.
Il rejoint TPS en 2004 pour commenter le match de Ligue 1 du samedi soir avec Jean-Luc Arribart, Daniel Bravo et Estelle Denis. Quand TPS perd les droits de diffusion de la Ligue 1, il commente ensuite les matches de Premier League toujours avec Jean-Luc Arribart ou Emmanuel Petit jusqu'en 2007. Lors de la saison 2006-2007, il anime une émission de débat hebdomadaire Le Monde est Foot sur TPS Foot.
Parallèlement, il travaille à M6, sur laquelle il commente, avec Alexandre Delpérier et Jean-Marc Ferreri, la finale de la Coupe UEFA et les matchs de l'Olympique de Marseille lors de cette compétition et en Coupe Intertoto. En juin 2006, il commente des matches de la Coupe du monde aux côtés de Christophe Dugarry.

### Canal+ (2007-2012)
Sept ans après son départ, il revient sur Canal+ pour étoffer l'équipe de commentateurs de la Ligue 1 et de la Ligue des Champions, dégarnie par le départ de Denis Balbir pour France Télévisions et de Cyril Linette, nouveau chef de la rédaction football. En août 2008, il devient l'animateur de Jour de foot après chaque journée de Ligue 1 à 23 h et perd l'animation de l'émission au bout d'une saison.
À partir de septembre 2009, il commente la grande affiche de la Ligue des champions avec Raynald Denoueix diffusée sur Canal + et commente également les grands chocs européens (le Clásico, le Derby de Milan, Juventus-Inter, le Derby madrilène...).

### BeIN Sports (depuis 2012)
En 2012, il rejoint beIN Sports. Sur cette antenne, il commente l'Euro 2012 avec Robert Pirès, et depuis le mois d'août de cette année, il commente les matchs de Ligue 1, de Ligue des champions et quelques matchs de  Ligue Europa avec Éric Di Meco. Cependant, le tandem se consacrera exclusivement à la Ligue 1 et à la Ligue des champions dès 2013. Durant la coupe du monde 2014 qui se déroule au Brésil, il commente les grandes rencontres de la compétition en compagnie de son fidèle acolyte Éric Di Meco.
Lors de la saison 2014-2015, il commente le match de Ligue 1 du vendredi soir en compagnie d'Éric Di Meco. En 2016, Di Meco quitte beIN Sports pour rejoindre SFR Sport. Christophe Josse forme alors un nouveau duo avec Daniel Bravo, transféré lui de Canal+ vers beIN Sports. Lors de la perte des droits de la Ligue des champions, le tandem commentera un à deux matchs de Ligue 1 par journée.
En 2020, après la perte des droits de diffusion du championnat de France, Christophe Josse commente des matchs de Serie A, de Liga, de la Coupe d'Angleterre, de la Coupe de la Ligue anglaise, ou parfois de Bundesliga, toujours avec Daniel Bravo ou parfois Patrice Ferri.
Lorsque Bein récupère les droits de la Ligue des Champions de 2021 à 2024, il commente la meilleure affiche du lot qui leur est attribué.

## Vie privée
Christophe Josse a été président du Club Athlétique Maurienne (CA Maurienne), club de football de la ville de Saint-Jean-de-Maurienne de 2001 à 2007,.
Il habitait à Èze, une commune située à une dizaine de kilomètres de la principauté de Monaco. Il a fait poser dans son jardin une partie de la pelouse du stade Louis-II que l'ASM venait de remplacer.